# Spilmann

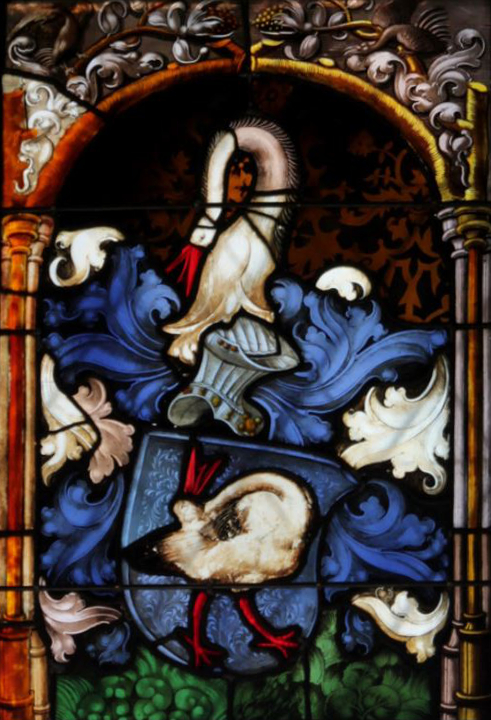
Wappenscheibe Anton Spilmann (III.) in der Kirche Kirchberg/BE (um 1508).

Die Familie Spilmann war eine Berner Notabelnfamilie, die seit dem 13. Jahrhundert das Burgerrecht der Stadt Bern besass, der Zunftgesellschaft zu Schmieden angehörte und 1553 im Mannsstamm erlosch.
Die möglicherweise aus dem bernischen Seeland stammenden Spilmann erwirtschafteten mit dem Schmiedehandwerk und später Metallhandel ein grosses Vermögen, welches ihnen den Erwerb von Herrschaftsrechten und den Aufstieg in den Kreis der regierenden Familien ermöglichte. Im 15. und 16. Jh. stellten die Spilmann mehrere Venner und weitere bedeutende Stellen. Mit dem gleichnamigen Sohn des Venners Anton starben die Spilmann 1553 in der männlichen Linie aus. Die Herrschaft Kehrsatz vererbte sich an die Michel und Bonstetten.
Im Berner Münster besass Anton Spilmann (III.) durch Erbe bis zur Reformation die Kollatur des Schopfer-Altars. In der Bulzinger-Kapelle  (auch Metzgern-Kapelle) befindet sich eine Grabplatte mit dem Allianzwappen Anton Spilmann (III.) und Dorothea Ross.
Im Bernischen Historischen Museum befindet sich eine um 1525 entstandene Renaissance-Truhe mit den Wappen der Eheleute Hans Rudolf Nägeli und Jakobea Spilmann.

## Personen
- Gillian Spilmann (I.) († um 1397), des Kleinen Rats, Schultheiss von Thun, Kastvogt des Klosters Frauenkappelen.
- Anton Spilmann (I.) († nach 1428), Kaufmann, Landvogt von Nidau, des Kleinen Rats.
- Gillian Spilmann (II.) († 1458), Mitherr zu Kehrsatz, Seckelmeister, Venner, Landvogt von Lenzburg.
- Gillian Spilmann (III.) († nach 1494), illegitim, Landvogt von Laupen, Schultheiss von Murten, Kastlan von Zweisimmen, Landvogt von Nidau.
- Anton Spilmann (III.) († 1548), Herr zu Kehrsatz, des Kleinen Rats, Venner, Schultheiss von Burgdorf, Schultheiss von Murten, Landvogt von Nidau, Gesandter.[5]
- Anton Spilmann (IV.) († 1553), illegitim, Landvogt von Aarburg.